# Uznach
Uznach – miejscowość i gmina we wschodniej Szwajcarii, w kantonie St. Gallen, w okręgu See-Gaster.

## Demografia
W Uznach mieszkają 6 564 osoby. W 2021 roku 28,8% populacji gminy stanowiły osoby urodzone poza Szwajcarią. 

## Transport
Przez teren gminy przebiegają autostrada A15 oraz drogi główne nr 17, nr 390 i nr 426.